# Prepona abrupta
Prepona abrupta är en fjärilsart som beskrevs av Biedermann 1936. Prepona abrupta ingår i släktet Prepona och familjen praktfjärilar. Inga underarter finns listade i Catalogue of Life.